# Спиридонов, Иван Васильевич
Ива́н Васи́льевич Спиридо́нов (10 (23) октября 1905, с. Погибаловка, Нижегородская губерния (ныне Бутурлиновский район Нижегородской области) — 7 июля 1991, Москва) — советский государственный и партийный деятель. В 1954—1962 годах — первый секретарь Ленинградского горкома, затем обкома КПСС. В 1959—1962 — Член Бюро ЦК КПСС по РСФСР. В 1962—1970 — Председатель Совета Союза Верховного Совета СССР.

## Биография
Родился в крестьянской семье. С 1925 г. — слесарь, начальник ОТК цеха. В 1939 г. окончил Ленинградский заочный индустриальный институт. С 1939 г. на инженерно-технических должностях, директор Орловского завода текстильных машин. В 1941 году завод был эвакуирован в Кузнецк Пензенской области, был преобразован в завод «Кузтекстильмаш» и перепрофилирован для выпуска изделий для ракетных войск специального назначения. В 1944—1950 гг. — директор ленинградского завода «Госметр». В 1950—1952 гг. — секретарь Московского райкома ВКП(б) г. Ленинграда.
В 1952 году И. В. Спиридонов стал заместителем председателя Ленинградского облисполкома, а в 1954 году занял пост секретаря Ленинградского обкома КПСС. В июле 1956 года — декабре 1957 года — 1-й секретарь Ленинградского городского комитета КПСС.
Первый секретарь Ленинградского обкома КПСС с 24 декабря 1957 года по 3 мая 1962 года. Заняв после отъезда Ф. Р. Козлова кресло первого секретаря обкома, большую часть своих усилий Спиридонов направил на жилищное строительство. При нём были разработаны новые типовые проекты не слишком комфортных, но дешёвых домов («хрущёвки»), появились крупные строительные тресты, перешедшие к методу комплексной застройки целых жилых кварталов. В этот же период открылось сквозное движение по автостраде Москва — Ленинград. Стремительными темпами развивалась научно-техническая база Ленинграда. Началось строительство научных городков в районах Песочный, Красное Село, Гатчина, Кировск и др. Развитие фундаментальных научных исследований способствовало расцвету оборонной отрасли, предприятия которой стали определять всю структуру местной промышленности и оказывать непосредственное влияние на темпы экономического развития региона.
В 1961 году на XXII съезде КПСС в качестве главы ленинградской делегации выступил с предложением о выносе тела Сталина из Мавзолея.
Член ЦК КПСС (1961—1971). Член Бюро ЦК КПСС по РСФСР (1959 — 23 ноября 1962). Депутат Верховного Совета СССР 5—8-го созывов.

Председатель Совета Министров СССР Н. С. Хрущев (на первом плане справа) и первый секретарь Ленинградского обкома КПСС И. В. Спиридонов (на первом плане слева) поздравляют молодожёнов Кирилловых во Дворце бракосочетания на наб. Красного Флота, 28

Секретарь ЦК КПСС с 31 октября 1961 года по 23 апреля 1962 года.
С 23 апреля 1962 года по 14 июня 1970 года — Председатель Совета Союза Верховного Совета СССР.
С июля 1970 года — персональный пенсионер союзного значения. Скончался 7 июля 1991 года в г. Москве. Похоронен на Троекуровском кладбище.
П. К. Пономаренко вспоминал:
Однажды мне довелось быть на заседании президиума ЦК партии, на котором после обсуждения основных пунктов повестки дня Хрущев неожиданно для всех предложил рассмотреть вопрос об освобождении его от должности или первого секретаря ЦК КПСС, или председателя Совета министров СССР. Свое предложение он мотивировал тем, что у него уже солидный возраст, а оба поста требуют слишком большой затраты сил и времени. Попросил высказать мнения по этому вопросу. Но его опытные, поднаторевшие соратники сразу смекнули, что это не что иное, как хрущевская проверка лояльности к нему ближайшего партийного окружения. Молчание затянулось, хотя первый секретарь повторил свой вопрос: «Какие будут мнения?» И тут просит слово Иван Спиридонов, сравнительно недавно избранный секретарем ЦК КПСС и остававшийся одновременно первым секретарем Ленинградского обкома партии. «Товарищи, — говорит, — надо поддержать желание Никиты Сергеевича. Груз, который он несет, — действительно колоссальный. У нас один такой лидер, и мы должны его беречь» и т. д. и т. п. Хрущев изменился в лице, побледнел и поспешил заявить, что вопрос не готов для обсуждения и к нему следует вернуться позднее…

Искренняя поддержка «инициативы» «дорогого Никиты Сергеевича» обошлась Спиридонову незамедлительной потерей всех его высоких должностей. Иван Васильевич был «задвинут» на пост председателя Совета Союза Верховного Совета СССР".